# Tenebrio molitor
La tarma della farina, o tenebrione mugnaio (Tenebrio molitor Linnaeus, 1758) è un coleottero della famiglia dei Tenebrionidi. 

## Descrizione

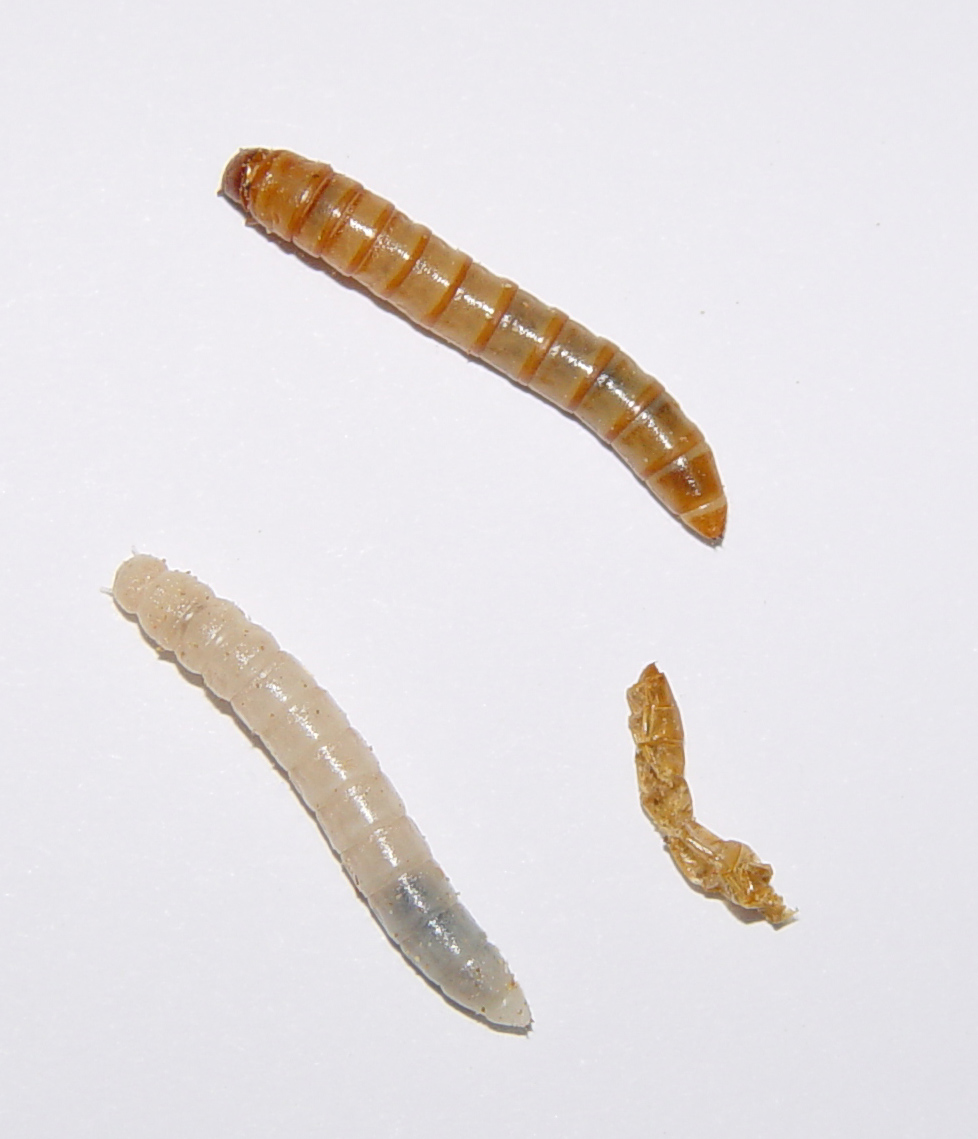
Larve prima della muta (scura) e dopo (chiara)

L'adulto è marrone scuro o nero (più raramente bruno chiaro), lungo dai 12 ai 20 mm e largo dai 4,5 ai 6 mm; è simile per aspetto a un carabide, da cui si differenzia soprattutto per il clipeo sporgente ai lati del capo, che copre parzialmente le antenne, le quali sono formate da 11 antennomeri e si ingrossano verso la punta. Il protorace è ampio e le elitre sono percorse da evidenti strie puntinate longitudinali; dispone di ali membranose, che gli permettono di volare efficacemente.
La larva è di forma grossomodo cilindrica, inizialmente biancastra e poi di brillante color giallo ruggine a mano a mano che cresce; presenta corte zampine in corrispondenza del torace e può raggiungere i 30-32 mm e 130-160 mg di peso. Similmente, anche la pupa è bianca all'inizio e ingiallisce con il passare del tempo.

## Biologia
La riproduzione è sessuata, ma sono stati segnalati casi di partenogenesi; le uova vengono deposte ogni anno in primavera, ma lo sviluppo delle larve è irregolare, poiché dipende dalla disponibilità di cibo e dalle condizioni ambientali.
Ogni femmina può produrre da 275 a 600 uova, 30-40 al giorno, che si schiudono dopo circa 10-14 giorni. La larva è virtualmente onnivora: in natura si sviluppa nel legno marcescente, mentre negli ambienti antropizzati predilige i prodotti a base di cereali, specie se in via di scadenza, ed è quindi chiamata anche "verme della farina"; si nutre, però, anche di residui di cariossidi, crusca, resti di altri vegetali e di carne, tabacco, insetti morti, fertilizzanti, piume e feci di uccello, tanto che può proliferare, oltre che nelle dispense e nei magazzini, anche nei nidi di uccello e di pipistrello, ed è stata trovata persino in vecchi tappeti e imbottiture.

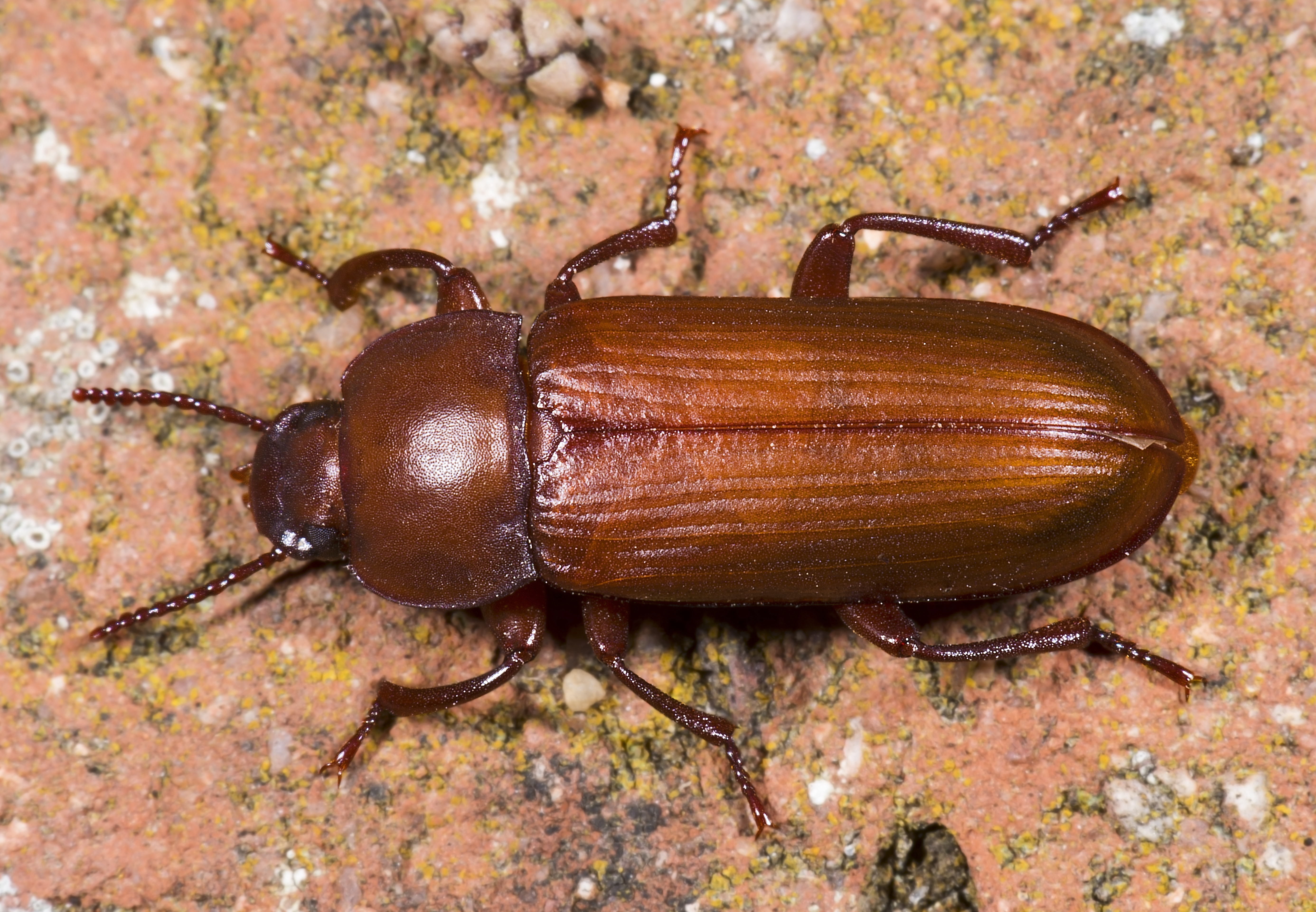
Un esemplare marrone chiaro

Sebbene prediliga l'ambiente secco e una temperatura superiore ai 23-26 °C, è molto resistente e tollera bene anche lunghi periodi al freddo (anche tre settimane a -15 °C) e senza cibo; in condizioni normali, la larva si impupa dopo 6-7 mesi, senza bozzolo e talvolta anche allontanandosi dal luogo dove è cresciuta. L'adulto emerge dopo 7-24 giorni, apparendo tra maggio e settembre, e può raggiungere i tre mesi di vita; a differenza dei carabidi, cammina piuttosto lentamente, però può volare e di notte entra spesso nelle abitazioni perché è attratto dalla luce.

## Distribuzione e habitat
È una specie nativa dell'Europa, tuttavia adesso è cosmopolita, con maggiore diffusione nelle regioni temperate e nell'emisfero settentrionale; è però incapace di riprodursi ai tropici.
Negli ultimi decenni, la sua presenza nel Regno Unito sembra essere in declino.

## Rapporto con l'uomo

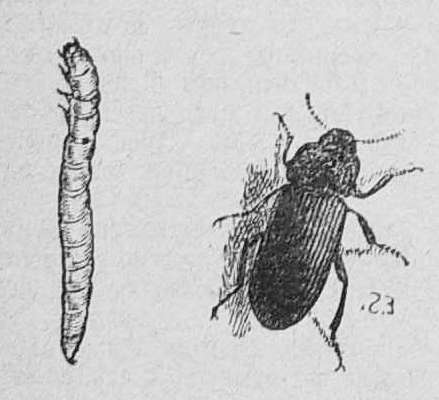
Illustrazione di larva e adulto da un'edizione del 1884 della rivista tedesca Die Gartenlaube

È una specie fortemente sinantropa, che si trova soprattutto nelle abitazioni, dove frequenta in particolare le dispense; allo stato larvale, la tarma della farina è infestante e dannosa, dato che si sviluppa all'interno di derrate alimentari, in particolare quelle a base di cereali quali farine, pane, pasta e biscotti; il cibo viene contaminato dagli escrementi e assume un sapore sgradevole. È una delle specie più grandi ad attaccare le derrate alimentari, ma il controllo e la disinfestazione sono relativamente semplici e la sua numerosità è contenuta; la diffusione della tarma della farina può essere prevenuta efficacemente immagazzinando le provviste in spazi puliti e chiusi ermeticamente e smaltendo appropriatamente i rifiuti. 
Oltre ai danni economici, è stato dimostrato che l'inalazione di frammenti di esoscheletro di T. molitor possono attivare le immunoglobine E, causando l'insorgere di allergie, una situazione che occorre soprattutto come malattia professionale tra chi lavora a contatto con i cereali.

### Uso agroalimentare
Le larve di questo animale vengono allevate e vendute (spesso vive, ma anche essiccate o in polvere) in grandi quantità come cibo per uccelli, rettili, anfibi e pesci, nonché come esche per la pesca. Talvolta, gli allevatori nutrono le larve con un ormone che ne previene la trasformazione in esemplari adulti, portandole a crescere fino a più di 2 cm di lunghezza e 300 mg di peso. 
In alcune regioni del mondo (Cina, Sudest asiatico) esse vengono consumate anche come cibo dall'uomo. 
In Europa ne è autorizzato il commercio per uso alimentare umano dal maggio 2021, a seguito di cui stanno sorgendo alcune aziende anche italiane in grado di creare i primi prodotti contenenti larve essiccate.